# Alfred Wünnenberg
Alfred Bernhard Julius Ernst Wünnenberg (Sarrebourg, 20 de julio de 1891 - Krefeld, 30 de diciembre de 1963) fue un militar y oficial de policía alemán que participó en la Segunda Guerra Mundial, siendo también comandante de la Ordnungspolizei durante la contienda.

## Biografía
Wunnenberg nació en Sarrebourg, entonces en la Alsacia-Lorena alemana. Era hijo de un director de hospital militar. Con el estallido de la Primera Guerra Mundial se alistó voluntariamente y por sus habilidades militares pronto fue puesto al frente de un pelotón, que dejó más tarde para convertirse en piloto de la Luftstreitkräfte. Después de la guerra, se ofreció como voluntario en varios "Freikorps" que luchaban contra las formaciones comunistas, participando en varios enfrentamientos en la Alta Silesia y en la zona del Ruhr. 
En septiembre de 1920 se decidió dejar la vida militar para entrar en el cuerpo de policía: destinado inicialmente en la Academia de Policía de Krefeld, pasó luego a Colonia y en 1931 obtuvo una cátedra en la Academia de policía de Berlin-Charlottenburg. En agosto de 1933 fue nombrado comandante de la Schutzpolizei de Bytom, y posteriormente en Gleiwitz (mayo de 1934), Saarbrücken (febrero de 1935), Bremen (octubre de 1937) y Mannheim (octubre de 1938). En 1937 fue ascendido a Teniente Coronel de la Schutzpolizei, y en diciembre de 1938 era inspector de la Ordnungspolizei en Stuttgart. 
Tras el comienzo de la Segunda Guerra Mundial, en octubre de 1939 recibió el mando del 3.er Regimiento SS de fusileros de la policía, con el que participó en las campañas de los Países Bajos y Francia, y más tarde la invasión de la Unión Soviética. La defensa de Stojanowitschina y los fuertes combates cerca de Luga, le valieron el ascenso a SS-Standartenführer und Oberst der Schutzpolizei y la Cruz de Caballero para su Cruz de hierro (15 de noviembre de 1941). Un mes después se hizo cargo de la 4.ª División SS Polizei, dirigiendo a sus hombres durante más de un año en intensos combates contra los soviéticos, que le valió el ascenso a SS-Brigadeführer und Generalmajor der Polizei y las Hojas de Roble (23 de abril de 1942). En junio de 1943 asumió el mando del IV Cuerpo Panzer SS hasta el 23 de octubre de 1943, fecha en que fue nombrado Chef der Ordnungspolizei para reemplazar a Kurt Daluege, que había sufrido un infarto de miocardio.
Tras el final de la contienda, en 1946 Wünnenberg fue internado en Dachau, aunque sería puesto en libertad tras un año.

## Condecoraciones
- Cruz de Hierro (1914)[2]
- Medalla de herido en oro (1918)
- Broche de la Cruz de Hierro (1939)[2]
- Medalla del frente oriental 1941/42
- Cruz de Caballero de la Cruz de Hierro con Hojas de Roble
- Anillo de honor de las SS